# Металіст 1925 (жіночий футбольний клуб)
ЖФК «Металіст 1925» — український жіночий футбольний клуб з Харкова. Заснований у 2006 році під назвою «Житлобуд-1». Виступає у вищій лізі чемпіонату України серед жінок та за кількістю титулів є найуспішнішим жіночим футбольним клубом країни.

## Історія клубу

Емблема команди ФК «Житлобуд-1»

ФК «Житлобуд-1» був утворений у 2006 році. Автором проекту зі створення топової жіночої команди з футболу став голова правління АТ Трест «Житлобуд-1» Олександр Харченко. У цей час у Харкові розпадався жіночий футбольний колектив під назвою «Арсенал», і більшість гравців із його складу перейшли до нової команди. У перший же рік свого існування дебютантки Вищої ліги виграли золоті медалі чемпіонату України.
ФК «Житлобуд-1» — найтитулованіший клуб країни серед жіночих футбольних команд: 10 перемог у чемпіонаті України та 11 перемог у кубку України.
У сезоні 2021/22 «Житлобуд-1» вперше в історії пробився до групового етапу жіночої Ліги чемпіонів. Там, в групі з французьким ПСЖ, іспанським «Реалом» та ісландським «Брєйдабліком» українська команда посіла третє місце. На міжнародній арені це потрапляння в топ-16 кращих команд жіночої Ліги чемпіонів УЄФА стало найвищим досягненням харківського клубу. До цього «Житлобуд-1» лише одного разу проходив кваліфікаційну стадію єврокубка в сезоні 2018/19, але ще за іншого формату, адже раніше в основній частині грали 32 клуби, а не 16, як зараз. Також клуб грав у 1/16 фіналу в сезоні 2009/10, але тоді не мав проходити кваліфікацію й отримав автоматичний квиток до плей-оф.
Через повномасштабне російське вторгнення команда повністю пропустила один сезон в чемпіонаті, а з 2023 року «Житлобуд-1» офіційно став жіночою секцією в структурі «Металіста 1925» — чоловічого футбольного клубу з Прем'єр-ліги. В березні 2024 року клуб оголосив і про офіційну зміну своєї назви з ФК «Житлобуд-1» на ЖФК «Металіст 1925».

## Дербі
Найбільш принциповим суперником вважається «Ворскла». Раніше ця команда також базувалась у  Харкові та мала назву «Житлобуд-2». З 2011 по 2015 рік «Житлобуд-1» п'ять разів поспіль вигравав золоті медалі чемпіонату й саме «Житлобуд-2» зміг тоді перервати ту чемпіонську гегемонію. Після чого шість років поспіль боротьба за золоті медалі та місце в жіночій Лізі Чемпіонів УЄФА точилась виключно між цими двома харківськими командами.
Також регулярно команди зустрічались у вирішальних матчах щорічної зимової першості.
5 червня 2021 року на київському стадіоні НТК імені Баннікова харьківське дербі вперше відбулося і в фінальному розіграші Кубка України.

## Виступи в єврокубках
| Сезон   | Назва турниру  | Раунд                           | Результат | Суперник         | Квал. |
| ------- | -------------- | ------------------------------- | --------- | ---------------- | ----- |
| 2007–08 | Кубок УЄФА     | Кваліфікаційний раунд (група 7) | 14–0      | Динамо           |       |
| 2007–08 | Кубок УЄФА     | Кваліфікаційний раунд (група 7) | 4–2       | Напредак         |       |
| 2007–08 | Кубок УЄФА     | Кваліфікаційний раунд (група 7) | 0–3       | Росіянка         |       |
| 2009–10 | Ліга чемпіонів | 1/16 фіналу                     | 0–5, 0–6  | Умео             |       |
| 2012–13 | Ліга чемпіонів | Кваліфікаційний раунд (група 6) | 14–1      | Ада              |       |
| 2012–13 | Ліга чемпіонів | Кваліфікаційний раунд (група 6) | 2–1       | Клаксвік         |       |
| 2012–13 | Ліга чемпіонів | Кваліфікаційний раунд (група 6) | 0–3       | Аполлон          |       |
| 2013–14 | Ліга чемпіонів | Кваліфікаційний раунд (група 3) | 5–0       | Крусандерс       |       |
| 2013–14 | Ліга чемпіонів | Кваліфікаційний раунд (група 3) | 2–1       | Рейні Юнайтед    |       |
| 2013–14 | Ліга чемпіонів | Кваліфікаційний раунд (група 3) | 0–1       | МТК              |       |
| 2014–15 | Ліга чемпіонів | Кваліфікаційний раунд (група 4) | 5–0       | Гленторан        |       |
| 2014–15 | Ліга чемпіонів | Кваліфікаційний раунд (група 4) | 3–1       | Юніон Нові Замки |       |
| 2014–15 | Ліга чемпіонів | Кваліфікаційний раунд (група 4) | 0–4       | Глазго Сіті      |       |
| 2015–16 | Ліга чемпіонів | Кваліфікаційний раунд (група 8) | 5–0       | Юніон Нові Замки |       |
| 2015–16 | Ліга чемпіонів | Кваліфікаційний раунд (група 8) | 4–1       | РФШ              |       |
| 2015–16 | Ліга чемпіонів | Кваліфікаційний раунд (група 8) | 1–2       | ПК-35            |       |
| 2016–17 | Ліга чемпіонів | Кваліфікаційний раунд (група 6) | 2–0       | РФШ              |       |
| 2016–17 | Ліга чемпіонів | Кваліфікаційний раунд (група 6) | 0–1       | Рамат-ха-Шарон   |       |
| 2016–17 | Ліга чемпіонів | Кваліфікаційний раунд (група 6) | 2–2       | Сараєво-2000     |       |
| 2018–19 | Ліга чемпіонів | Кваліфікаційний раунд (група 6) | 8–0       | Біркіркара       |       |
| 2018–19 | Ліга чемпіонів | Кваліфікаційний раунд (група 6) | 3–1       | Олімпія Клуж     |       |
| 2018–19 | Ліга чемпіонів | Кваліфікаційний раунд (група 6) | 5–2       | Кардіфф Мет      |       |
| 2018–19 | Ліга чемпіонів | 1/16 фіналу                     | 1–6, 0–4  | Лінчепінг        |       |
| 2019–20 | Ліга чемпіонів | Кваліфікаційний раунд (група 4) | 3–2       | Спліт            |       |
| 2019–20 | Ліга чемпіонів | Кваліфікаційний раунд (група 4) | 6–0       | Беттанбур        |       |
| 2019–20 | Ліга чемпіонів | Кваліфікаційний раунд (група 4) | 0–2       | ФК Мінськ        |       |
| 2021–22 | Ліга чемпіонів | Кваліфікаційний раунд 1         | 5–1       | НСА Софія        |       |
| 2021–22 | Ліга чемпіонів | Кваліфікаційний раунд 1         | 3–1       | Помур'є          |       |
| 2021–22 | Ліга чемпіонів | Кваліфікаційний раунд 2         | 2–1, 3–1  | Аполлон          |       |
| 2021–22 | Ліга чемпіонів | Груповий етап                   | 2–0, 0–0  | Брєйдаблік       |       |
| 2021–22 | Ліга чемпіонів | Груповий етап                   | 0–1, 0–3  | Реал             |       |
| 2021–22 | Ліга чемпіонів | Груповий етап                   | 0–5, 0–6  | ПСЖ              |       |

## Досягнення
Чемпіонат України:
 Чемпіон (10): 2006, 2008, 2011, 2012, 2013, 2014, 2015, 2017/18, 2018/19, 2020/21
 Віце-чемпіон (7): 2007, 2009, 2010, 2016, 2017, 2019/20, 2024/25
Кубок України:
 Володар (11): 2006, 2007, 2008, 2010, 2011, 2013, 2014, 2015, 2016, 2017/18, 2018/19
 Фіналіст (3): 2009, 2020/21, 2024/25
Зимова першість України:
 Чемпіон (5): 2008, 2014, 2015, 2017, 2020
 Віце-чемпіон (2): 2016, 2019
 Бронзовий призер (2): 2013, 2018

## Відомі футболістки
Повний список гравчинь, що виступали за ЖФК «Металіст 1925» («Житлобуд-1»), статті про яких є у Вікіпедії, дивіться тут.
- Світлана Фрішко
- Юлія Ващенко
- Наталія Жданова
- Ірина Саніна
- Валентина Котик
- Ія Андрушак
- Ольга Овдійчук
- Дарина Апанащенко